# Klungkung (paleis)
Klungkung is een voormalige koninklijk paleis van het vorstendom Klungkung in de Indonesische plaats Semarapura in het zuidoosten van het eiland Bali. Het vorstendom was het hoogste in rang van de Balinese vorstendommen.

## Geschiedenis
Het paleis werd gebouwd in het begin van de 18de eeuw als opvolger van het paleis in Gelgel. Het paleis van Klungkung werd voor het grootste gedeelte verwoest tijdens de Nederlandse militaire expeditie naar Bali in 1908, die in opdracht van gouverneur-generaal Van Heutsz werd uitgevoerd.

## Restanten
Van het paleis bestaan nog een poort, de tuin (taman) en twee gebouwen:
- De Kerta Gosa, het voormalige gerechtsgebouw is het belangrijkste overgebleven bouwwerk. Dit was de zetel van de hoogste rechterlijke instantie van Bali. Hier werd recht gesproken door de vorst en Brahmanen. Het plafondschilderij van de Kerta Gosa toont de straffen in de hel en het leven van de goden in de hemel. Het is een voorbeeld van de stijl van kunstenaars uit het dorp Kamasan, ook wel wajang-stijl genoemd.
- De Bale Kambang is een omgracht paviljoen. Het bestaat uit een hoge open vergaderzaal (bale) uit 1940, die gebouwd is op een ouder stenen platform. Ook dit gebouw heeft een beschilderd plafond.

### Paleisschatten
Bij de verovering van Klungkung in 1908 werden na de puputan 500 paleisschatten buitgemaakt. Deze buit werd door het Bataviaasch Genootschap van Kunsten en Wetenschappen verdeeld over verschillende musea. Bij het Rijksmuseum voor Volkenkunde in Leiden kwamen 133 objecten terecht, bij het museum van het genootschap in Batavia, nu het Nationaal Museum van Indonesië, zijn 157 objecten terecht gekomen. Mogelijk zijn ook voorwerpen bij de lokale bevolking terechtgekomen.

## Restauratie
In 1960 werd het hele plafond van Kerta Gosa vervangen en werd een nieuw schilderij gemaakt, dat nog steeds het verhaal van Bima Swarga uitbeeldt, maar met meer details. In 1982 werden acht panelen vervangen.
Bij het complex werd in 1910 een MULO-school gebouwd. Hierin is sinds 1992 Museum Semarajaya gevestigd dat onder meer aandacht besteedt aan het voormalige vorstendom.

## Afbeeldingen

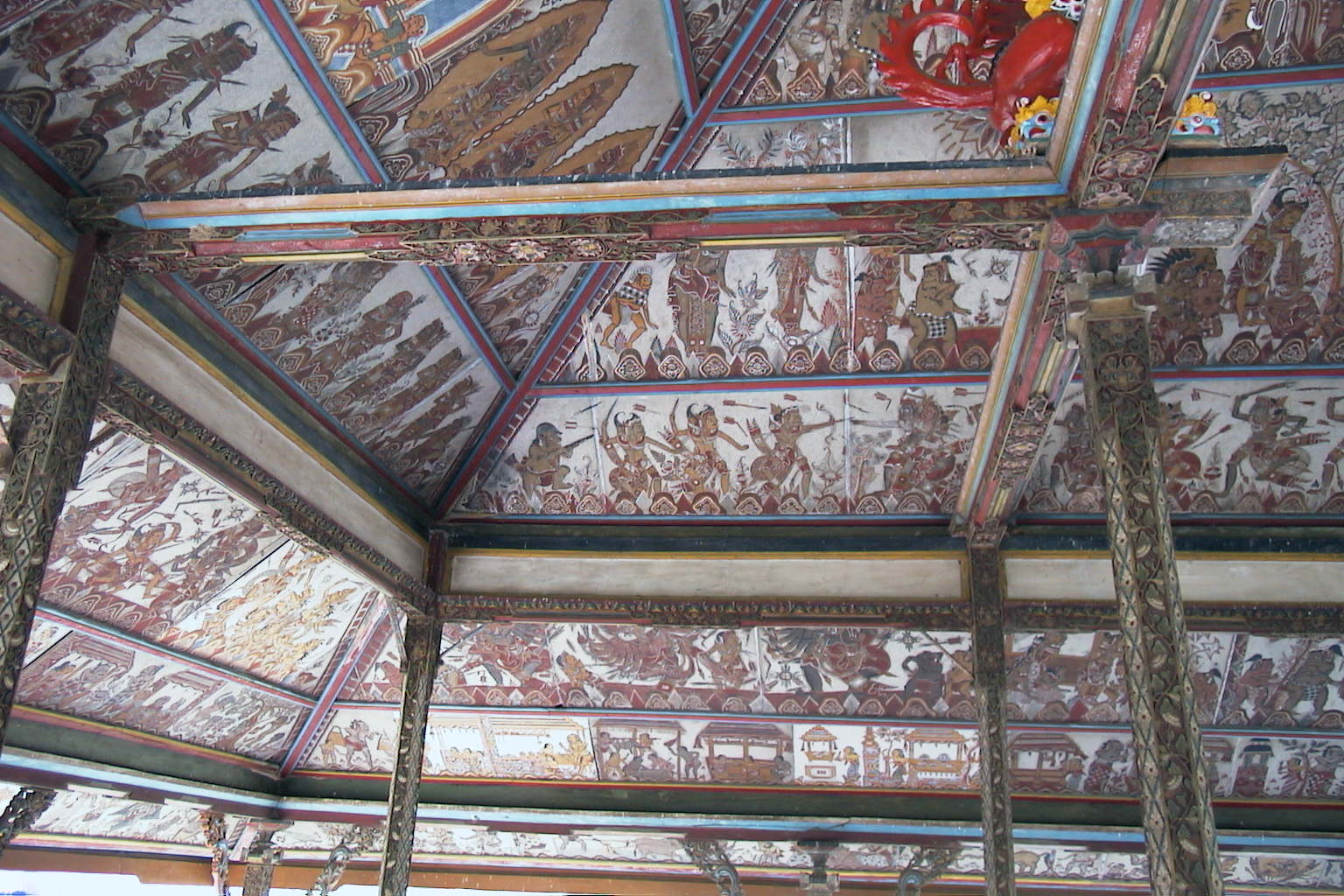
Plafondschildering van het gerechtsgebouw van het Klungkung-complex
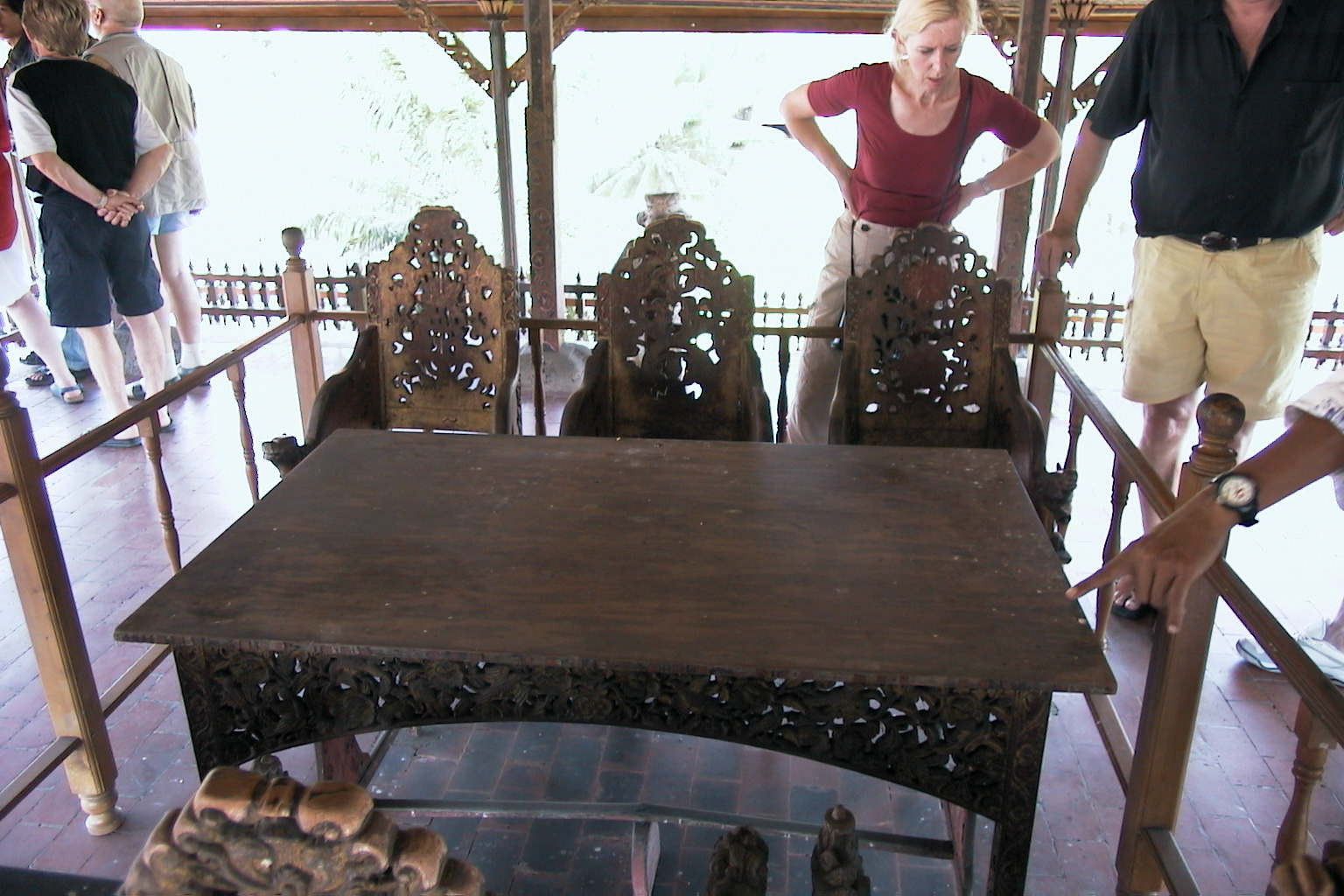
De tafel met de drie stoelen van de rechters in het gerechtsgebouw van het Klungkung-complex
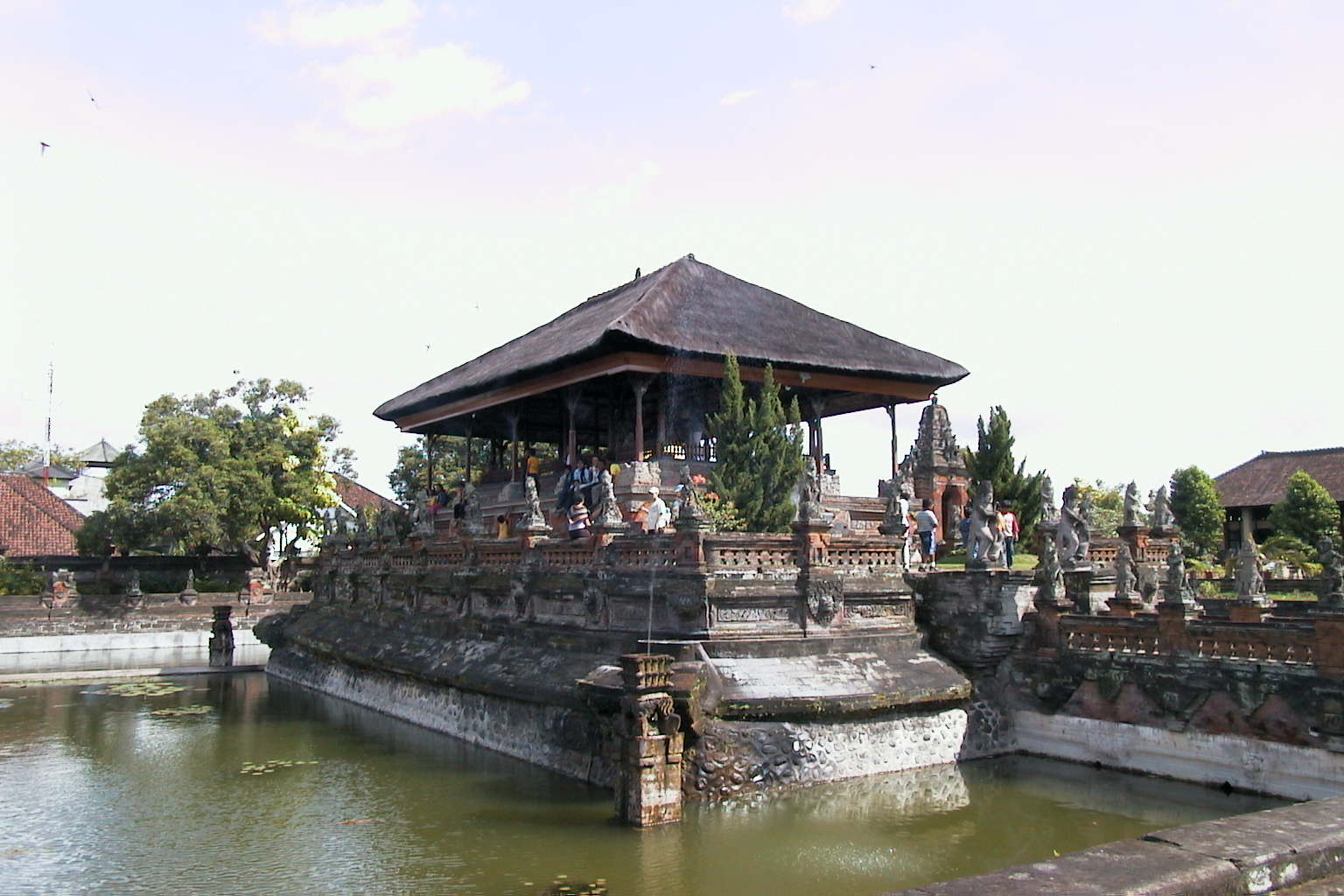
de Bale Kambang
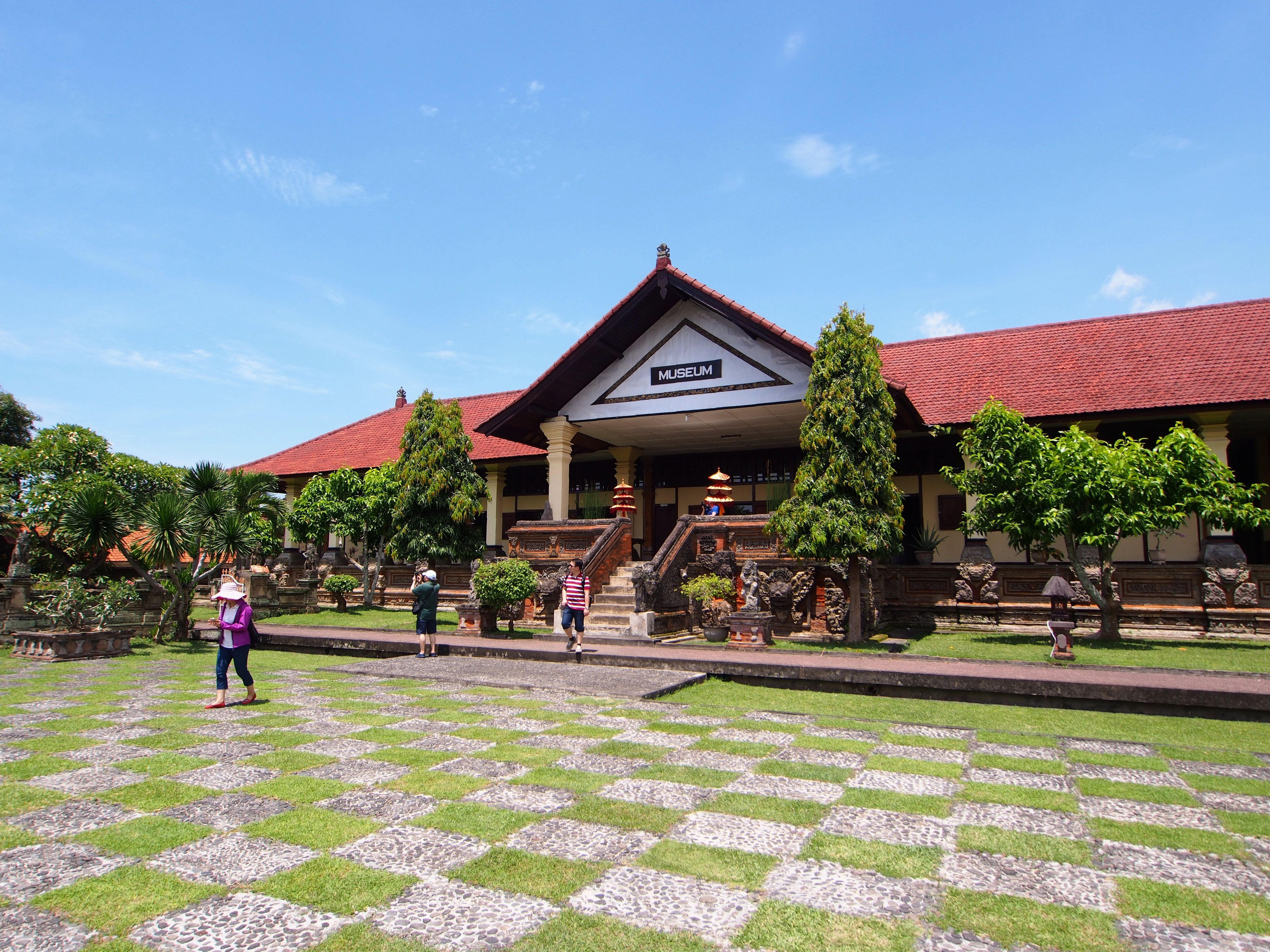
Semarajaya Museum